# Молекуларна логичка кола
Молекуларно логичко коло је молекул који врши логичку операцију базирану на једном или више физичких или хемијских улаза и појединачном излазу. Ова област је напредовала од једноставних логичких система заснованих на јединственом хемијском или физичком инпуту до молекула способнх за комбинаторне и секвенцијалне операције, као што су аритметичке операције, тј. молекули и алгоритми за меморисање меморије.
За логичка кола са једним улазом постоје четири могућа излазна обрасца. Када је улаз 0, излаз може бити или 0 или 1. Када је улаз 1, излаз може поново бити 0 или 1. Четири излазни битови који се могу појавити одговарају специфичном логичком типу: ПРОЛАЗ 0, ДА , НЕ и ПРОЛАЗ 1. ПРОЛАЗ 0 увек излази 0, без обзира на улаз. ПРОЛАЗ 1 увек излази 1, без обзира на улаз. ДА излази 1 када је улаз 1, а НЕ је инверзан ДА - он излази 0 када је унос 1. Пример за логичку капију ДА је молекуларна структура приказана испод. Излаз '1' се даје само када су натријумови јони присутни у раствору ('1' улаз).
Молекуларна логичка кола раде са улазним сигналима базираним на хемијским процесима и излазним сигналима заснованим на спектроскопији. Један од ранијих система заснованих на водоснабдевању експлоатише хемијско понашање једињења А и Б у шеми . 
Једињење A је потисни олефин са горњим рецептором који садржи четири ањонске групе карбоксилне киселине (и неразјашњене контракције) који могу да се везују за калцијум. Доњи део је молекул хинолина који је рецептор за ионе водоника. Логичка капија ради на следећи начин. Без хемијског уноса Ca2+ или H+, хромофор показује максималну апсорпцију у УВ / ВИС спектроскопији на 390 nm. Када се уведе калцијум, плава промена се одвија и апсорпција на 390 nm се смањује. Такође, додавање протона изазива црвени помак и када су оба катјона у води, нето резултат је апсорпција на првом 390 nm. Овај систем представља логичко коло ЕКСНИЛИ у апсорпцији и XOR логичко коло у пропустљивости.
У једињењу B доњи део сада садржи терцијарну амино групу која такође може да се везује за протоне. У овом систему флуоресценција се одвија само када су доступни оба катјона. Присуство оба катјона отежава фотоиндукован пренос електрона (ФПЕ) који омогућава једињењу Б да флуоресцира. У одсуству оба или било ког јона, флуоресценција је угашена ФПЕ-ом, што подразумева трансфер електрона од атома азота или атома кисеоника, или оба у антраценил групу. Када су оба рецептора везана за калцијумове ионе и протоне, оба ФПЕ канала се искључују. Укупан резултат једињења Б је И логика (логичка конјукција), јер се излаз "1" (флуоресценција) јавља само када су у раствору присутни и Ca2+ и H+, односно вредности имају "1". Са оба система ради паралелно и са надзором пропустљивости за систем А и флуоресценцијом за систем Б, резултат је полусабирач који може репродуковати једначину 1 + 1 = 2.
У модификацији система Б не два, већ три хемијска улаза истовремено се обрађују у И логичком колу . Уграђени сигнал флуоресценције се примећује само у присуству вишка протона, цинка и натријумових иона кроз интеракције са одговарајућим амино, фенилдиаминокарбоксилатним и крунским етарским рецепторима. Режим обраде обрађује слично као што је горе описано - флуоресценција се примећује услед превенције конкуришућих фотоиндуцираних реакција преноса електрона из рецептора на узбуђен антрацен флуорофор. Одсуство једног, два или сва три јона улаза доводи до слабог флуоресцентног излаза. Сваки рецептор је селективан за свој специфичан јон, јер повећање концентрације других јона не даје високу флуоресценцију. Потребно је постићи специфични праг концентрације сваког улаза како би се постигао флуоресцентни излаз у складу са комбинаторном И логиком. Овај прототип би потенцијално могао бити проширен на апликацију за медицинску дијагностику за бригу о лечењу болести у будућности.
У сличној поставци, молекуларна логика кола приказана доле показује напредак од редокс-флуоресцентних прекидача до улазних логичких кола са електрохемијским прекидачем . Ова два улазна И логичка врата укључују терцијарни амин протонски рецептор и тетратиафулвален редок донор. Ове групе, када су везане за антрацен, могу истовремено обрађивати информације о концентрацији киселине и оксидационој способности раствора.
Логичка INHIBIT кола илустрована доле, како је то обезбедио Гинлејгсон ( Gunnlaugsson et al.) укључују Тb3+ ион у комплексу хелата.  Ова два улазна логичка кола је прва такве врсте и приказује некомутативно понашање са хемијским улазима и излазом фосфорезенције. Кад год је присутан диоксид (улаз 1), систем је угашен и не примећује се фосфоресцентност (излаз 0). Други улаз, H+, такође мора бити присутан да би се посматрао излаз "1". Ово се схвата из табеле истине са INHIBIT-ом са два улаза.
У другом систему XOR логичке логике хемија се базира на псеудоротаксану  приказаној у шеми 3. У органском раствору снижена је диазапиренијумска сол (род) и електроне богате 2,3-диоксинафталенске јединице крунског етра (прстена) - саставите се формирањем комплекса преноса пуњења.
Додатни терцијарни амин, попут трибутиламина, формира 1: 2 адукт са диазапираном и комплекс се нарушава. Овај процес је праћен повећањем интензитета емисије на 343 nm који произилази из ослобођеног крунстог етра. Додата трифлуорометансулфонска киселина реагује са амином и процес се враћа. Прекомерна киселина закљуцава крунасти етар протонацијом, а опет је комплекс нарушен.
Потпуни сабирач за сабирање на бази флуоресцеина  је способан да израчуна 1 + 1 + 1 = 3.
Молекуларна секвенцијална логика је примјер Д. Маргулис, где показују катанац молекуларне тастатуре са сличним способностима обраде електроничког сигурносног уређаја који је еквивалентан укључивању неколико међусобно повезаних И логичких кола паралелно.  Молекул имитира електронски банкомат. Излазни сигнали не зависе само од комбинације улаза, већ и од правилног реда улазних података: другим речима треба унети тачну лозинку. Молекул је дизајниран помоћу пирена и флуоресцеин флуорофора повезаних сидерофором, који се везује за Fe(III), а киселина раствора мења флуоресцентна својства флуоресцеин флуорофора.
Даљи развој у овој области се може такође видети тако што се молекуларна логичка кола примњују као полупроводници у ИТ индустрији. Такви молекуларни системи могу теоретски превазићи проблеме који настају када се полупроводници приближавају нано-димензијама. Молекуларна логичка кола су разноврснија од силицијумских полупроводника, са појавама као што је суперпозицијона логика недоступна полупроводничкој електроници. Сува молекуларна кола, као што су показали Авоурис и његове колеге, доказана су као могућа заменама за полупроводничке уређаје због њихове мале величине, сличне инфраструктуре и могућности обраде података. Авоурис је открио NOT логичко коло састављену од снопа угљеничних наноцеви. Наноцеви су различито допуњене у суседним регионима стварајући два комплементарна транзистора на терену. Пакет ради као NOT логичкао коло само када су испуњени задовољавајући услови.
Нове потенцијалне примене хемијских логичких кола се даље истражује. Недавна студија  илуструје примену логичких кола за фотодинамичку терапију. Бодипи боја која је причвршћена за крунски етер и две пиридил групе раздвојене дистанцима (како је приказано у наставку) функционише у складу са И логичким колом. Молекул функционише као фотодинамски агенс при зрачењу на 660 nm у условима релативно високих концентрација натријума и протонског јона претварањем триплетног кисеоника у цитотоксични синглет кисеоник. Овај прототипни пример би искористио виши ниво натријума и нижи pH у туморском ткиву у поређењу са нивоима у нормалним ћелијама. Када су ова два ћелијска параметра везана за рак, у спектру апсорпције примећена промена. Ова техника може бити корисна за лечење малигних тумора јер је неинвазивна и специфична.
Молекуларно логичко коло може да обрађује модулаторе слично постављене у Де Силваовом "Доказу-принципа" (енгл Proof-of-principle ), али сједињавањем различитих логичких кола на исти молекул. Таква функција се назива интегрисана логика и то је примјер од BODIPY-ове логичког кола полусабирача илустроване од стране А. Коскун, Е. У. Акаја и њихове колеге (као што је приказано у даљем тексту).  Када се прате на две различите таласне дужине, 565 и 660 nm, логичке капије XOR и INHIBIT се добијају на одговарајућим таласним дужинама. Оптичке студије овог једињења у ТХФ-у (Тетрахидрофуран) откривају врх апсорпције на 565 nm и врх емисије на 660 nm. Додавање киселине узрокује хипохромно померањем оба врха као протонацију терцијарног амина реалзује се у унутрашњем преносу пуњења. Боја посматране емисије је жута. Након додавања јаке базе, фенолна хидроксил група је депротонирана, што доводи до фотоиндуисаног преноса електрона, што заузврат чини молекул заглављеним. Након додавања киселине и базе, емисија молекула се посматра као црвена, јер терцијарни амин не би био протониран, док би хидроксилна група остала протонирана, што би као резултат дало одсуство PET и ICT. Због велике разлике у интензитету емисије, овај јединствени молекул је способан проводити аритметичку операцију; одузимање на нивоу на нано нивоу.